# Foucaucourt-Hors-Nesle
Foucaucourt-Hors-Nesle là một xã ở tỉnh Somme, vùng Hauts-de-France, Pháp.

## Địa lý
A small village Xã này tọa lạc tại giao lộ của các đường D110 và đường D25, khoảng 18 dặm Anh về phía tây nam của Abbeville gần bờ sông Bresle.

## Dân số
| 1962                                                           | 1968 | 1975 | 1982 | 1990 | 1999 |
| -------------------------------------------------------------- | ---- | ---- | ---- | ---- | ---- |
| 81                                                             | 82   | 80   | 77   | 81   | 68   |
| Số liệu điều tra dân số từ năm 1962, dân số không tính hai lần |      |      |      |      |      |